# خيتافي
خيتافي (بالإسبانية: Getafe)‏ هي مدينة في منطقة مدريد في إسبانيا.

## المناخ
يظهر الجدول التالي التغييرات المناخية على مدار السنة لخيتافي:
| البيانات المناخية لـخيتافي              | البيانات المناخية لـخيتافي | البيانات المناخية لـخيتافي | البيانات المناخية لـخيتافي | البيانات المناخية لـخيتافي | البيانات المناخية لـخيتافي | البيانات المناخية لـخيتافي | البيانات المناخية لـخيتافي | البيانات المناخية لـخيتافي | البيانات المناخية لـخيتافي | البيانات المناخية لـخيتافي | البيانات المناخية لـخيتافي | البيانات المناخية لـخيتافي | البيانات المناخية لـخيتافي |
| الشهر                                   | يناير                      | فبراير                     | مارس                       | أبريل                      | مايو                       | يونيو                      | يوليو                      | أغسطس                      | سبتمبر                     | أكتوبر                     | نوفمبر                     | ديسمبر                     | المعدل السنوي              |
| --------------------------------------- | -------------------------- | -------------------------- | -------------------------- | -------------------------- | -------------------------- | -------------------------- | -------------------------- | -------------------------- | -------------------------- | -------------------------- | -------------------------- | -------------------------- | -------------------------- |
| الدرجة القصوى °م (°ف)                   | 20.8 (69.4)                | 23.0 (73.4)                | 29.0 (84.2)                | 30.7 (87.3)                | 36.2 (97.2)                | 40.6 (105.1)               | 41.6 (106.9)               | 40.6 (105.1)               | 40.0 (104.0)               | 32.0 (89.6)                | 25.2 (77.4)                | 21.8 (71.2)                | 41.6 (106.9)               |
| متوسط درجة الحرارة الكبرى °م (°ف)       | 10.5 (50.9)                | 12.7 (54.9)                | 16.8 (62.2)                | 18.6 (65.5)                | 23.0 (73.4)                | 29.3 (84.7)                | 33.2 (91.8)                | 32.5 (90.5)                | 27.5 (81.5)                | 20.6 (69.1)                | 14.5 (58.1)                | 10.7 (51.3)                | 20.8 (69.4)                |
| المتوسط اليومي °م (°ف)                  | 5.9 (42.6)                 | 7.5 (45.5)                 | 10.8 (51.4)                | 12.7 (54.9)                | 16.8 (62.2)                | 22.4 (72.3)                | 25.9 (78.6)                | 25.4 (77.7)                | 21.1 (70.0)                | 15.3 (59.5)                | 9.8 (49.6)                 | 6.5 (43.7)                 | 15.0 (59.0)                |
| متوسط درجة الحرارة الصغرى °م (°ف)       | 1.2 (34.2)                 | 2.4 (36.3)                 | 4.9 (40.8)                 | 6.9 (44.4)                 | 10.5 (50.9)                | 15.6 (60.1)                | 18.5 (65.3)                | 18.2 (64.8)                | 14.6 (58.3)                | 9.9 (49.8)                 | 5.0 (41.0)                 | 2.4 (36.3)                 | 9.2 (48.6)                 |
| أدنى درجة حرارة °م (°ف)                 | −9.0 (15.8)                | −12.0 (10.4)               | −6.2 (20.8)                | −2.6 (27.3)                | −1.0 (30.2)                | 4.2 (39.6)                 | 8.2 (46.8)                 | 7.2 (45.0)                 | 3.6 (38.5)                 | −2.0 (28.4)                | −5.4 (22.3)                | −10.0 (14.0)               | −12.0 (10.4)               |
| الهطول مم (إنش)                         | 30 (1.2)                   | 32 (1.3)                   | 24 (0.9)                   | 38 (1.5)                   | 39 (1.5)                   | 19 (0.7)                   | 9 (0.4)                    | 9 (0.4)                    | 22 (0.9)                   | 50 (2.0)                   | 48 (1.9)                   | 45 (1.8)                   | 365 (14.4)                 |
| متوسط أيام هطول الأمطار (≥ 1 mm)        | 6                          | 5                          | 4                          | 7                          | 6                          | 3                          | 1                          | 2                          | 3                          | 7                          | 6                          | 7                          | 56                         |
| ساعات سطوع الشمس الشهرية                | 150                        | 172                        | 222                        | 237                        | 279                        | 326                        | 368                        | 339                        | 256                        | 202                        | 152                        | 124                        | 2٬850                      |
| المصدر: Agencia Estatal de Meteorología |                            |                            |                            |                            |                            |                            |                            |                            |                            |                            |                            |                            |                            |

## أعلام
- روموالدو بالاسيوس غونزاليس
- جويل روبلز
- لويس سانشيز دوك
- ألفونسو بيريز
- خوسيه أنطونيو ميراندا